# Pierre Louis Dulong
Pierre Louis Dulong FRS FRSE (/duːˈlɒŋ, -ˈloʊŋ/; tiếng Pháp: [dylɔ̃]; sinh ngày 12 tháng 2 năm 1785 - mất ngày 19 tháng 7 năm 1838) là một nhà vật lý và nhà hóa học người Pháp. Ông được biết đến cho tới ngày nay phần lớn nhờ vào Định luật Dulong-Petit, mặc dù ông được nhiều người tán thành vì những nghiên cứu của ông về tính đàn hồi của hơi nước, dẫn nhiệt và khí nóng đặc biệt. Ông chủ yếu nghiên cứu về nhiệt dung riêng,các chỉ số mở rộng và chỉ số khúc xạ của các loại khí. Ông đã hợp tác nhiều lần với nhà khoa học Alexis Petit, đồng sáng lập của Định luật Dulong-Petit.

## Cuộc sống
Dulong sinh ra ở Rouen, Pháp.
Khi chỉ mới 4 tuổi, ông mồ côi cha mẹ, và được dì của mình chăm sóc ở Auxerre. Ông gia nhập học ở Auxerre và Lycée Pierre Corneille ở Rouen trước khi theo học ở Trường Bách khoa Paris, Paris vào năm 1801, nhưng do sức khỏe của mình không ổn định. Ông bắt đầu nghiên cứu y học, nhưng đã từ bỏ, có thể vì thiếu tài chính, sau đó ông bắt đầu tập trung vào khoa học, làm việc dưới sự chỉ đạo của Thénard.

## Nghiên cứu
Trong ngành hóa học, ông đã đóng góp kiến thức về:
- sự phân hủy đôi của muối (1811)
- Acid nitrơ (1815)
- các oxide của phosphor (1816)
- các oxide nitơ
- xúc tác bằng kim loại (1823, với Thénard).

Dulong cũng phát hiện ra sự nguy hiểm của Nitơ trichlorua vào năm 1811, ông đã mất hai ngón tay và một con mắt khi nghiên cứu nó. Nhưng thực ra Dulong đã giấu kín tai nạn, và người cũng gặp không may khi cũng đang nghiên cứu nó là Humphrey Davy, mặc dù vết thương của Davy ít nghiêm trọng hơn.
Ngoài những thành tựu của mình trong hóa học, Dulong đã được ca ngợi là một chuyên gia liên ngành. Những người đương thời của ông trong Hội Hoàng gia Luân Đôn cho rằng ông là "chỉ huy của hầu hết các lĩnh vực khoa học vật lý".
Vào năm 1815, Dulong lần đầu tiên hợp tác với Alexis Petit, trong việc xuất bản một bài báo về sự giãn nở vì nhiệt. Cả hai tiếp tục hợp tác, nghiên cứu về nhiệt độ nóng chảy xác định của kim loại. Vào năm 1819, Dulong và Petit cho thấy khả năng chịu nhiệt của các nguyên tố kim loại tỷ lệ nghịch với nguyên tử khối của chúng, nghiên cứu này được biết đến là Định luật Dulong-Petit. Trong định luật này, mặc dù chủ yếu là lạc hậu so với hiện nay, nhưng nó đã giúp phát triển bảng tuần hoàn, nguyên tử khối.
Vào năm 1818, Dulong được vinh danh bởi Viện hàn lâm Pháp cho sự nghiên cứu và đồng sáng lập của ông trong Định luật Dulong-Petit.
Vào năm 1820, Dulong nối nghiệp Petit (sinh năm 1791-mất năm 1820), khi ông nghỉ hưu vì sức khỏe kém, là giáo sư vật lý tại Trường Bách khoa Paris. Dulong nghiên cứu tính đàn hồi của hơi nước, đo nhiệt độ, và cách vận chuyển của chất lỏng đàn hồi. Ông đã nghiên cứu cách kim loại cho phép kết hợp các loại khí nhất định. Ông đã thực hiện phép so sánh chính xác đầu tiên của quy mô thủy ngân và nhiệt độ không khí. Vào năm 1830, ông được bầu làm thành viên nước ngoài của Viện Hàn lâm Khoa học Hoàng gia Thụy Điển.
Ông qua đời vì ung thư dạ dày ở Paris. Ông là một trong 72 nhà khoa học được vinh danh trên Tháp Eiffel. Vào thời điểm ông mất, ông đang nghiên cứu phương pháp đo nhiệt lượng chính xác nhất. Bài báo cuối cùng của ông, được xuất bản cùng năm ông qua đời.

## Cuộc sống
Ông kết hôn với Emelie Augustine Riviere năm 1803.
Trong xã hội, Dulong thường được cho là một con người khô khan, đứng đắn. Vài người bạn của ông không đồng ý với quan điểm này, cho rằng tính cách của ông hơn thế nhiều

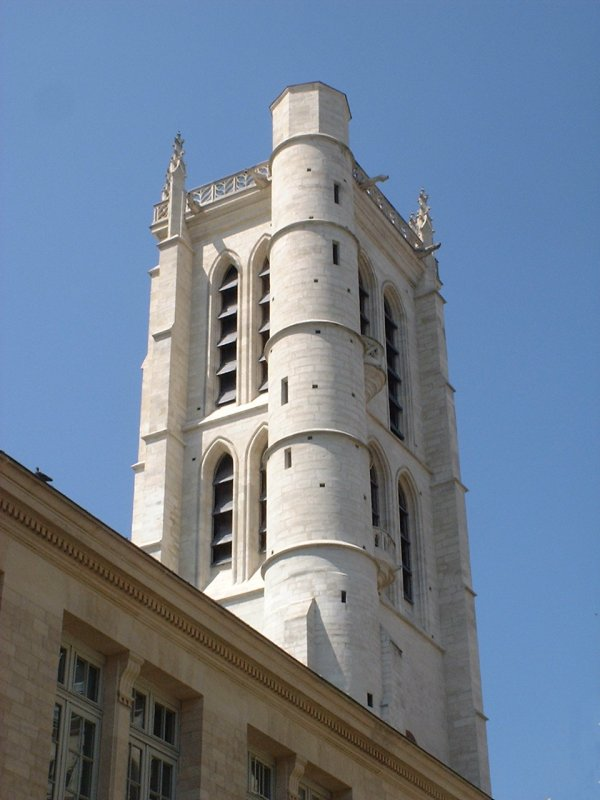
Tòa tháp Tour Clovis hiện đại, Dulong đã leo lên đó để tiến hành các thí nghiệm của ông về hơi nước.

Dulong đã được ghi nhận về cho sự cống hiến của mình cho khoa học và sự cứng rắn, dũng cảm,trong khi ông làm thí nghiệm. Một thí nghiệm của ông được ứng dụng trong việc xây dựng một thiết bị hình ống thủy tinh trên đỉnh tháp tại Abbey of St. Genevieve. Thí nghiệm mặc dù "đầy nguy hiểm và khó khăn" nhưng vẫn thành công
Mặc dù mất hai ngón tay và một mắt trong thí nghiệm ban đầu của mình, Dulong vẫn tiếp tục nghiên cứu những chất chưa biết.

## Qua đời
Trong cuộc sống, Dulong đổ dồn tiền bạc của ông vào các thí nghiệm khoa học của mình. Hậu quả là sau khi qua đời,ông không để lại tài sản cho gia đình mình.
Ông được chôn cất tại Nghĩa trang Père-Lachaise. Tượng đài của ông đã được các đồng nghiệp khoa học của ông trả tiền.